# Glaciar Dickson
El glaciar Dickson es uno de los glaciares limítrofes entre la Argentina y Chile. En Chile se encuentra en el parque nacional Torres del Paine en la provincia de Última Esperanza de la XII Región de Magallanes y de la Antártica Chilena y en la Argentina se ubica en el Departamento Lago Argentino de la provincia de Santa Cruz. Fluye desde el campo de hielo Patagónico Sur hacia el también limítrofe lago Dickson.
El límite que está definido sobre el glaciar estuvo en disputa por mucho tiempo, sin embargo, tras el Acuerdo para precisar el recorrido del límite desde el Monte Fitz Roy hasta el Cerro Daudet de 1998, la parte occidental de este quedó bajo soberanía chilena, mientras que el sector oriental y en donde está la lengua, quedó dividido entre ambas naciones de tal manera que el corredor de la Argentina hacia el monte Stokes hace que el sector oeste que está bajo soberanía chilena esté desconectado del sector este que posee el mismo país. el sector argentino del glaciar está en un sector adyacente al parque nacional Los Glaciares, pero sin formar parte de él.

## Toponimia
Este glaciar fue denominado por el explorador sueco Otto Nordenskjöld, en honor al barón Dickson, mecenas de su campaña a la Patagonia y Tierra del Fuego (1895-1896).

## Historia

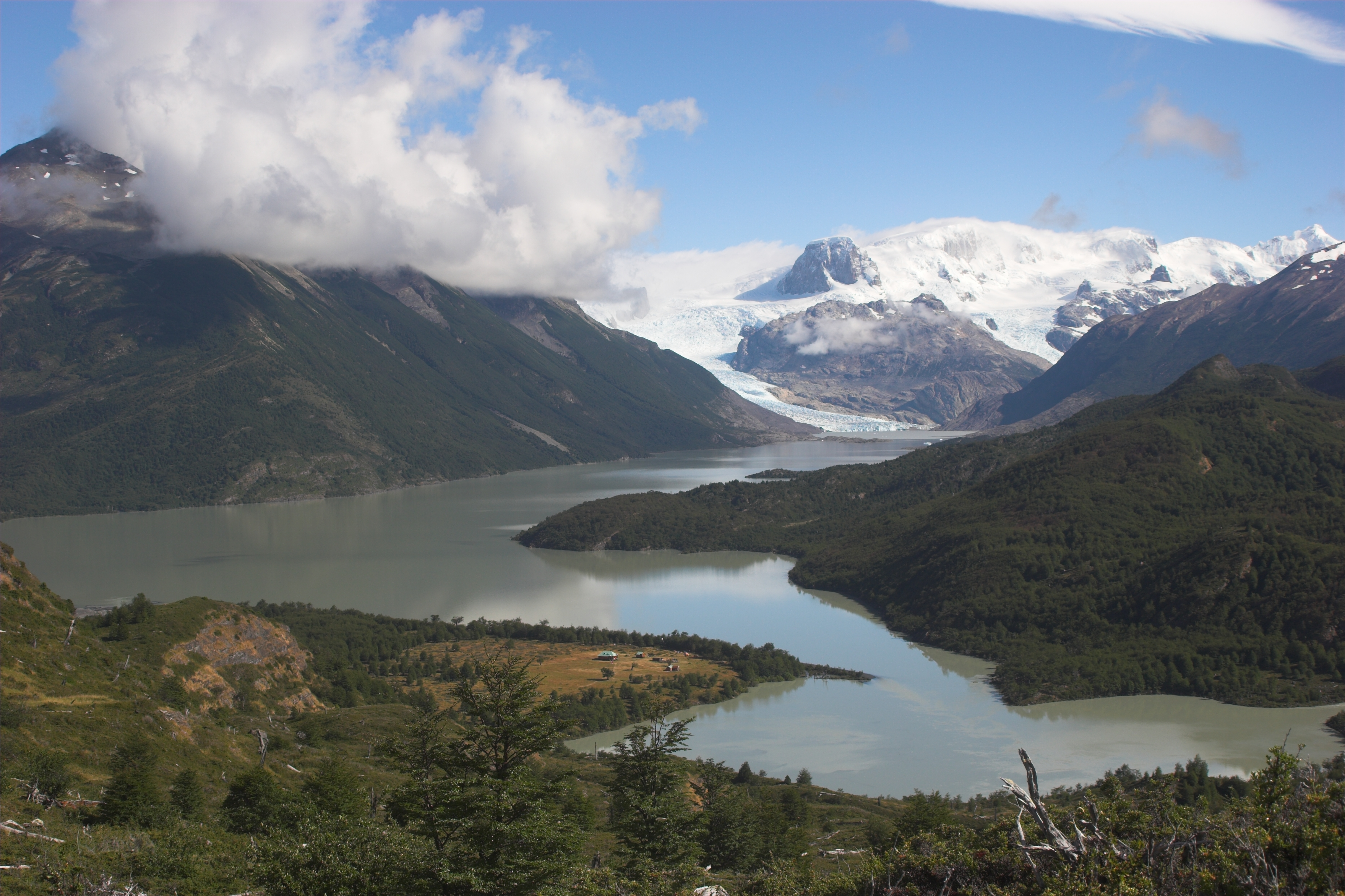
Vista del lago, glaciar y retén Dikson, con el cerro Cubo en el fondo.

En 1895, presentaba una gran lengua que se extendía más de 4,5 km en dirección al sur desde el cerro Cubo. En aquella época, el glaciar presentaba dos lenguas terminales, una (frente sur) que fluía en dirección sur hasta el lago homónimo, donde termina con una importante actividad de desprendimiento de témpanos (calving) y una segunda (frente norte) que antes de ingresar al valle principal del lago Dickson, se bifurcaba en dirección al este, donde confluía con el frente del glaciar Frías que drenaba hacia el lago Frías y luego al lago Argentino.
En el año 1975 el glaciar había retrocedido significativamente, dejando en sus márgenes una destacada línea de vegetación o trim line (línea de separación entre la vegetación y el glaciar). En la confluencia del glaciar Dickson y Frías, se aprecian numerosos materiales morrénicos y formas de fusión, que denotan un importante retroceso y adelgazamiento.

## El glaciar en 2011
El glaciar Dickson presenta un fuerte retroceso durante el presente siglo, destacándose los cambios morfológicos operados en la confluencia con el glaciar Frías. El adelgazamiento evidenciado en la zona es bastante significativo (2,5 a 8 m/año) y se espera que continúe en el futuro, provocando un incremento de la superficie del lago Dickson en dirección al norte y al este, tal como ha venido ocurriendo en las últimas décadas.